# Eddie Johnson (Musiker)
Edwin „Eddie“ Johnson (* 11. Dezember 1920 in Napoleonville, Louisiana; † 7. April 2010) war ein Tenorsaxophonist im Bereich des Jazz, Rhythm and Blues und Blues, der vorwiegend in der Musikszene von Chicago aktiv war.

## Leben und Wirken
Eddie Johnson gilt als Legende der Chicagoer Southside. Unter dem Eindruck von Lester Young begann er in der Swingära als Jazzmusiker; nach der Graduierung an der Englewood High School besuchte er das Wilson Junior College, um anschließend am Kentucky State College zu studieren, wo er in einer Studentenband spielte. Erste Engagements hatte er im Chicagoer Swingland 1939/40 im Johnny Long Orchestra, in dem auch Budd Johnson, Preston Jackson und Kansas Fields spielten. Danach begleitete er im Johnny Long Sextett den Sänger Joe Williams und spielte kurz im Oktett von Coleman Hawkins. 1942/43 gehörte er dem Milt Larkin Orchester an, das im Rhumboogie Café auftrat.
1944 spielte er in der Carroll Dickerson Band; 1946 wurde er im Orchester von Cootie Williams bekannt und wirkte bei dessen Aufnahmen für Capitol und Majestic Records mit. Er ging dann zu Louis Jordan and His Tympany Five („Barnyard Boogie“) und arbeitete u. a. als Begleitmusiker für Ella Fitzgerald. In den 1950er Jahren wirkte er in Chicago auch bei Aufnahmen von Leo Parker, Eddie South und dem Duke Ellington Orchestra mit. Im Oktober 1951 brachte er auf Chess Records die Single „Walk Softly“ heraus, gefolgt von „Twin Rock“ (1952). Noch 1957 entstanden Aufnahmen mit Johnny Pate. Um seine Familie zu ernähren, verließ er Ende der 1950er Jahre das Musikgeschäft, um als Ingenieur bei der Stadt Chicago zu arbeiten; in den 1970er Jahren betreute er das städtische Computersystem. Nachdem er in den Ruhestand gegangen war, trat er in den 1980er Jahren wieder regelmäßig in Jazzclubs der Stadt wie dem Andy’s auf. Unter eigenem Namen erschienen 1981 (Indian Summer) und 1999 (Love You Madly) zwei Alben für die Label Nessa und Delmark Records. Außerdem wirkte er in den 1990er Jahren noch bei Aufnahmen von Philippe LeJeune, Kurt Elling und Jodie Christian mit.